# Rod Brathwaite
John Roderick Brathwaite là một cầu thủ bóng đá người Anh thi đấu cho Fulham từ 1984 đến 1988. Roderick là tiền đạo đã ghi 2 bàn trong 13 lần ra sân cho câu lạc bộ. Ông cũng có 2 lần ra sân cho đội tuyển Anh.